# Barillet (armes à feu)
Pour les articles homonymes, voir Barillet.

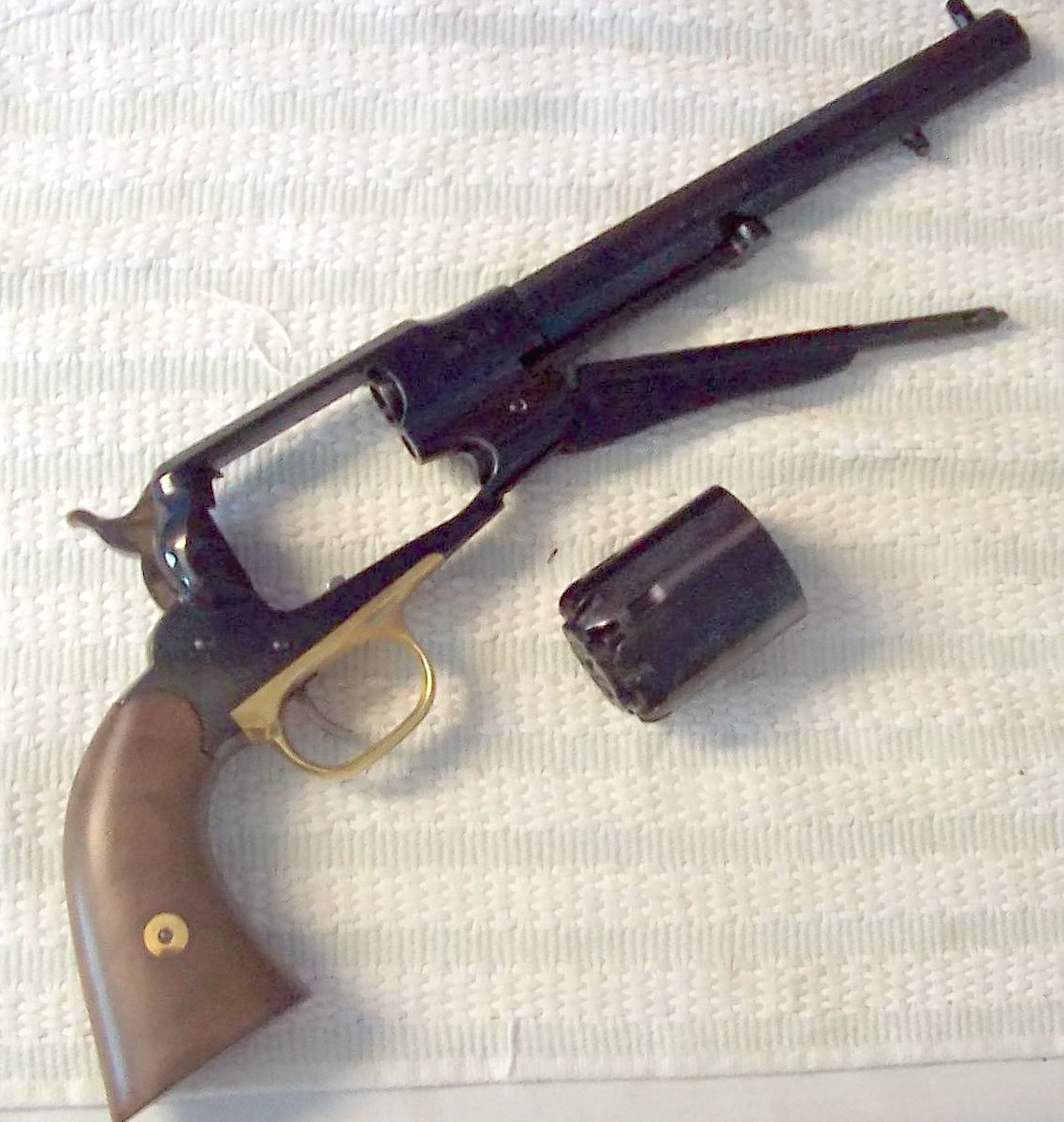
Cylindre (au centre) retiré d'un revolver Remington modèle 1858 (à percussion)

Dans les armes à feu, le barillet d'un revolver est la partie cylindrique rotative contenant plusieurs chambres, chacune pouvant contenir une seule cartouche . Le barillet tourne autour d'un axe central lors de l'action sur la détente pour aligner séquentiellement chaque chambre individuelle avec l'entrée du canon pour des tirs répétés. À chaque armement du canon, le barillet se décale d'une chambre (pour cinq coups, de 72 °, pour six coups, de 60 °, pour sept coups, de 51,43 °, pour huit coups, de 45 °, pour les neuf coups, de 40 °, et pour les dix coups, de 36 ° ). ayant la même fonction qu'un chargeur rotatif, le barillet stocke des munitions dans le revolver et lui permet de tirer plusieurs fois avant de devoir recharger.
Généralement, les barillets de revolver sont conçus pour contenir six cartouches (d'où les revolvers qui sont parfois appelés « six-coups »), mais certains revolvers dissimulables de petite taille tels que le Smith & Wesson modèle 638 ont un barillet à 5 coups, à cause de la taille globale plus petite et de l'espace disponible limité dans le cadre. Le revolver Nagant M1895 a un barillet à 7 coups, le revolver automatique Webley-Fosbery a un barillet à 8 coups de calibre .38 et le révolver LeMat a un barillet à 9 coups. Plusieurs modèles de revolvers de calibre .22 à percussion annulaire ont des barillets contenant 9 ou 10 cartouches.
En règle générale, les barillets ne sont pas conçus pour être détachés de l'arme à feu (sauf pour le nettoyage). Le rechargement rapide est plutôt facilité par l'utilisation d'un chargeur rapide ou d'un moon-clip semi circulaire, bien que ceux-ci ne fonctionnent que sur les revolvers à carcasse ouvrante ou à barillet basculant ; les revolvers à barillet fixe doivent être déchargés et chargés une chambre à la fois.

## Conceptions

### Barillets fixes

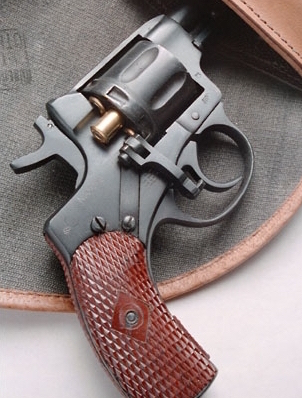
Un revolver Nagant M1895, montrant la porte de chargement du barillet fixe ouverte

La première génération de revolvers à cartouches étaient des modèles à chargement par l'avant du barillet qui avaient été convertis. Pour beaucoup d'entre eux (en particulier ceux qui ont été convertis longtemps après la fabrication), la broche de chargement a été retirée et le barillet devait être retiré du revolver pour le chargement. Les modèles ultérieurs utilisaient une porte de chargement à l'arrière du barillet qui permettait d'insérer une cartouche à la fois pour le chargement, tandis qu'une tige sous le canon pouvait être poussée vers l'arrière pour éjecter la douille tirée. La plupart des revolvers utilisant cette méthode de chargement sont des revolvers à simple action. 
Curieusement, la porte de chargement sur les conceptions initiales de Colt (et copiée par presque tous les revolvers à simple action depuis) est sur le côté droit, ce qui peut favoriser les utilisateurs gauchers ; avec le revolver tenu de manière correcte pour un tir de la main gauche, les cartouches peuvent facilement être éjectées et chargées avec la droite. Cette conception est due au fait que ces pistolets étaient destinés à être utilisés par la cavalerie, et il était prévu que le revolver et les rênes soient tenus dans la main gauche tandis que la main droite, qui se servait ordinairement du sabre, était libre d'éjecter et de charger les cartouches.
Étant donné que le barillet de ces revolvers est fermement attaché à l'avant et à l'arrière du cadre, et puisque le cadre entoure le barillet avec une bonne épaisseur, les revolvers à barillet fixe sont de conception intrinsèquement robuste. Pour cette raison, de nombreux revolvers de chasse modernes de gros calibre ont tendance à être basés sur la conception à barillet fixe. Les revolvers à barillet fixe peuvent tirer les cartouches les plus puissantes, mais en compensation ils sont plus lents à charger et à décharger et ils ne peuvent pas utiliser de chargeurs rapides ou de moon-clips pour le chargement, car une seule chambre est exposée à la fois à la porte de chargement.

### Barillet ouvrant

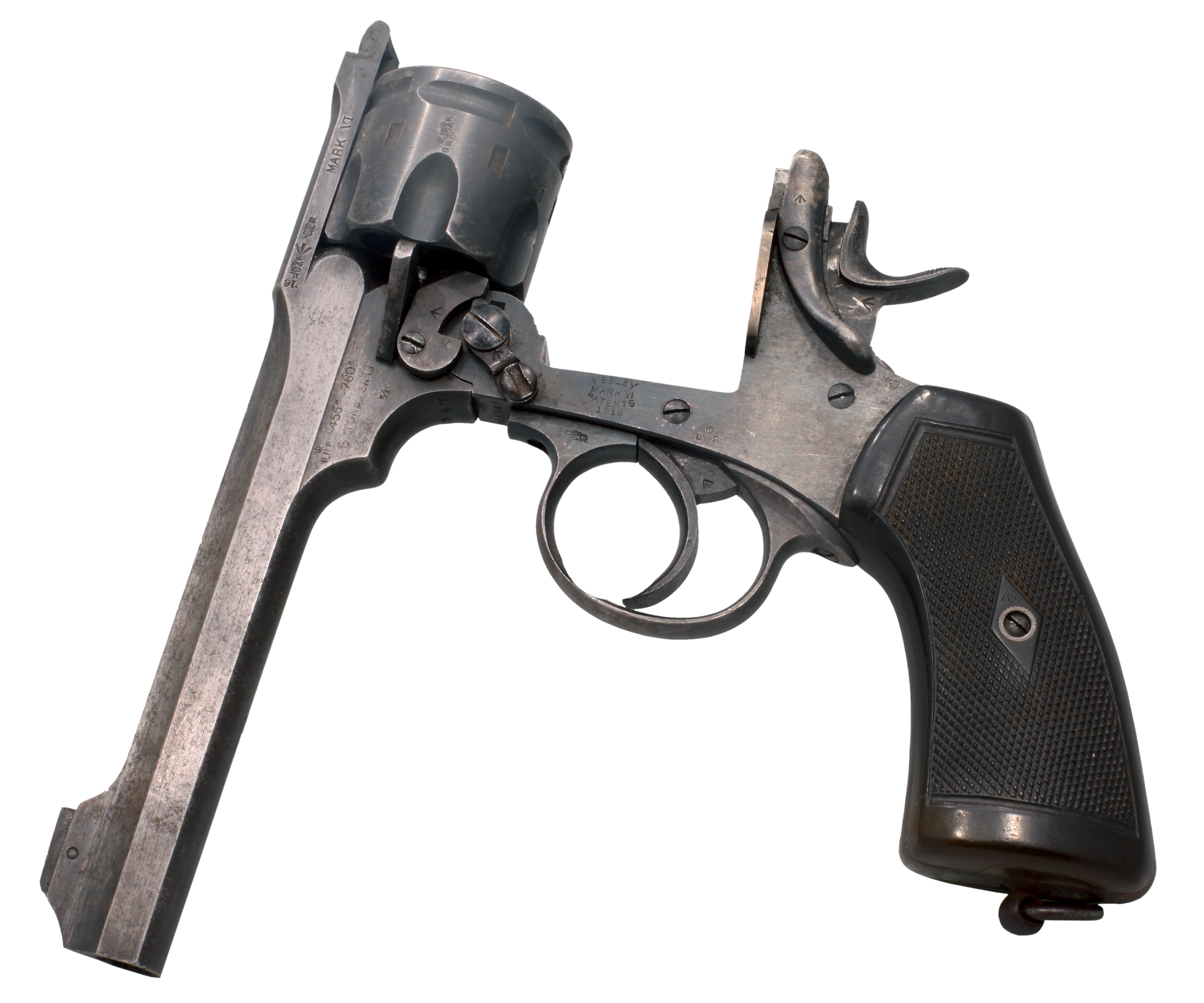
Un revolver réglementaire Webley Mk VI de calibre .455

La méthode suivante utilisée pour charger et décharger les revolvers à cartouches était la conception à ouverture supérieure. Dans un revolver à carcasse ouvrante, le cadre est articulé à l'avant inférieur du barillet. Relâcher le verrou et pousser le canon vers le bas amène le barillet vers le haut, ce qui expose l'arrière du barillet pour le rechargement. Dans la plupart des revolvers à carcasse ouvrante, le fait de faire pivoter le canon et le barillet actionne un extracteur qui repousse les cartouches présentes dans les chambres suffisamment loin pour qu'elles tombent librement ou puissent être retirées facilement. Des cartouches neuves sont ensuite insérées dans le barillet, soit une à la fois, soit toutes à la fois avec un chargeur rapide ou un moon-clip . Le canon et le barillet sont ensuite rebasculés et verrouillés en place, et le revolver est prêt à tirer. Étant donné que le cadre est en deux parties, maintenues ensemble par un loquet situé en haut à l'arrière du barillet, les revolvers à carcasse ouverte ne peuvent pas gérer les cartouches à haute pression ou de type « magnum ». Les conceptions à carcasse ouverte sont obsolètes dans le monde des armes à feu, mais se trouvent encore couramment dans les armes à air comprimé.
L'un des revolvers « break-top » les plus célèbres est le revolver d'ordonnance Webley (et le revolver Enfield, de conception presque identique), utilisé par l'armée britannique de 1889 à 1963. Le hors-la-loi américain Jesse James a utilisé le revolver du même type Schofield Model 3 conçu au XIXe siècle et l'Empire russe a produit un révolver Smith & Wesson no 3 de calibre .44 russian presque identique de 1870 à 1895.

### Barillet pivotant

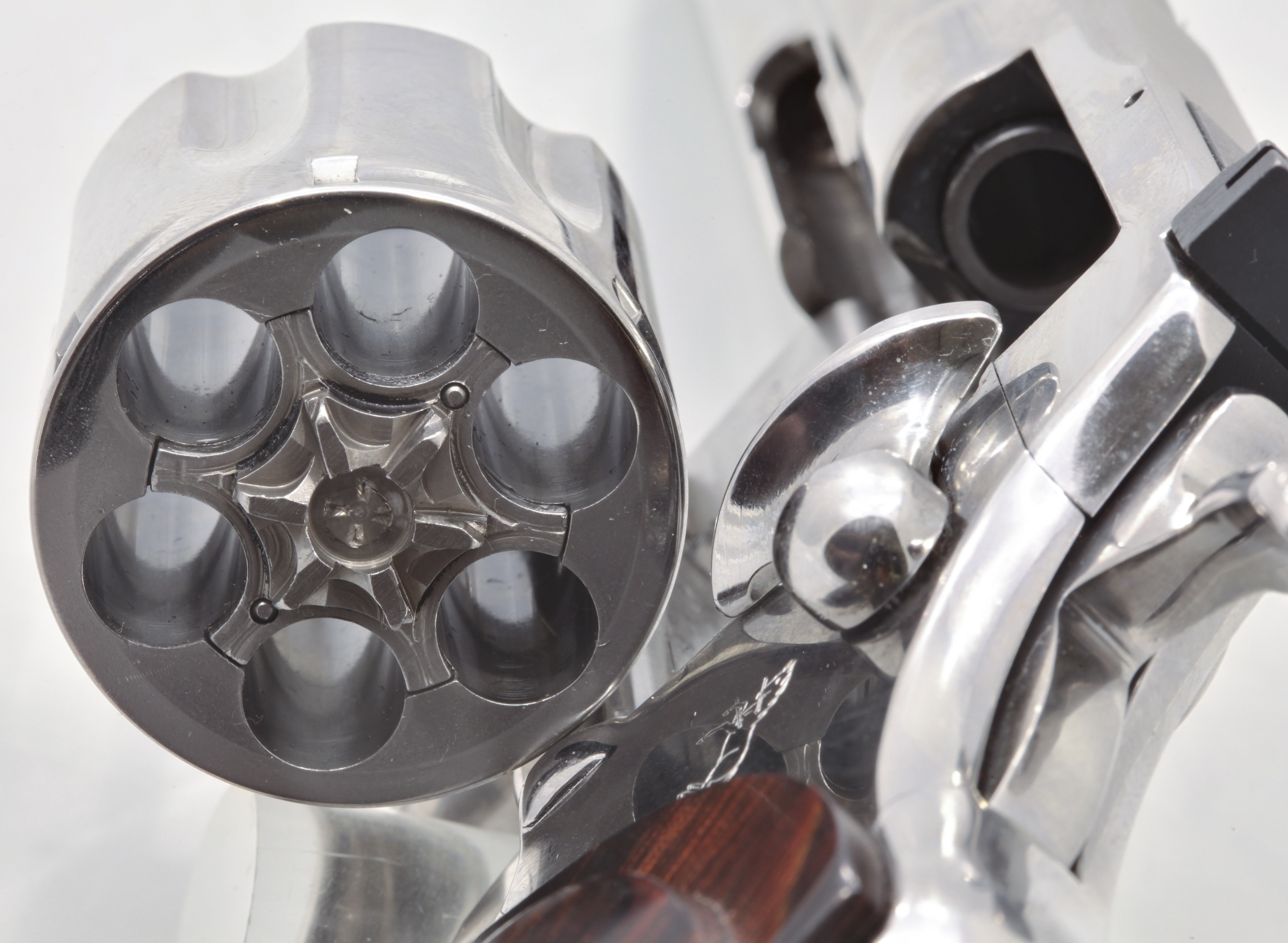
Exemple de barillet pivotant sur revolver Colt Python (l'étoile centrale est l'extracteur)

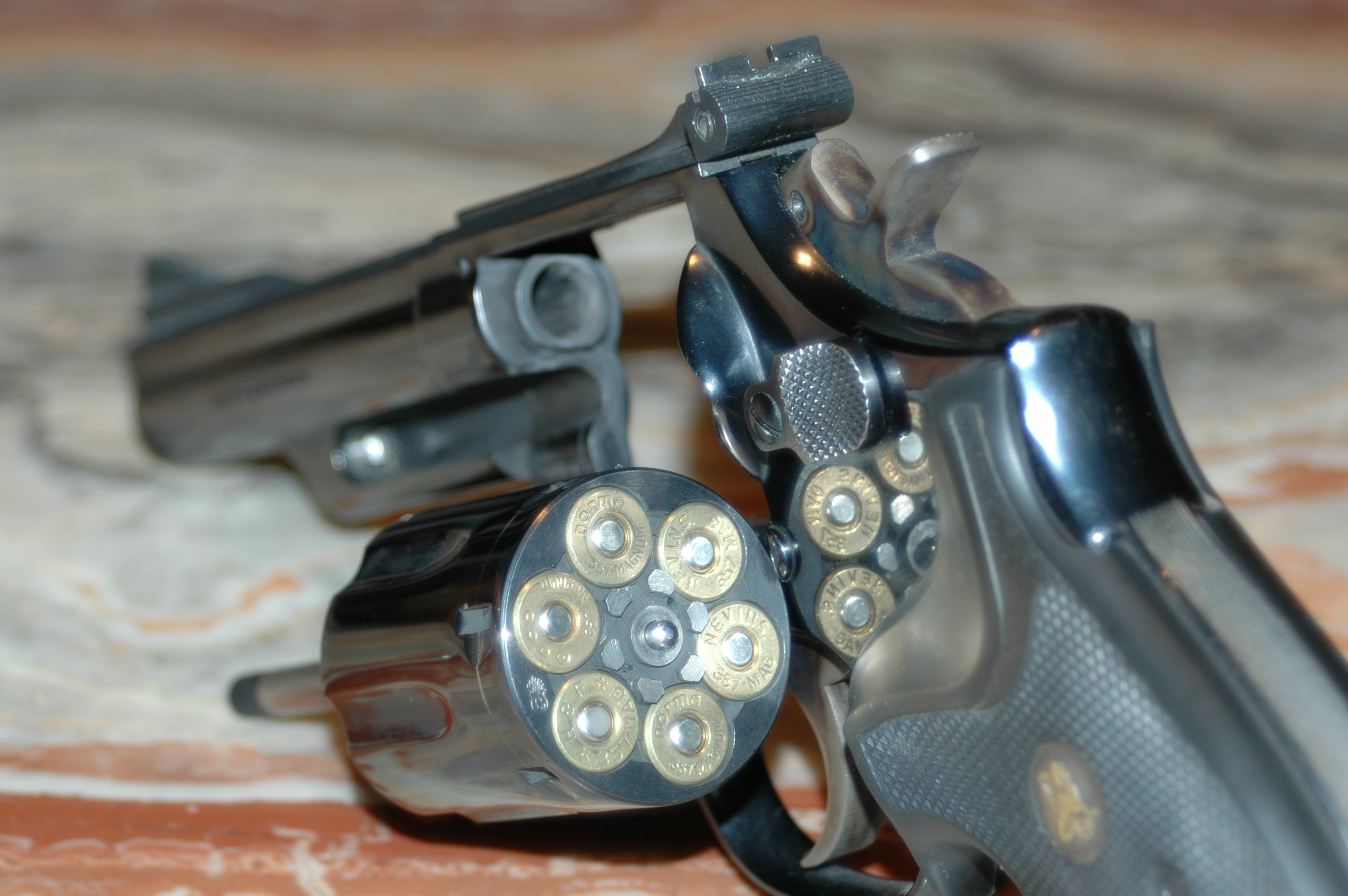
Un Smith & Wesson Model 19 barillet pivotant ouvert et chargé de cartouches .357 Magnum

La méthode la plus moderne de chargement et de déchargement d'un revolver consiste à utiliser le barillet pivotant . Le barillet est monté sur un pivot qui est coaxial avec les chambres, et le barillet bascule vers l'extérieur et vers le bas (vers la gauche dans la plupart des cas, car la plupart des gens tiennent le pistolet de la main droite et utilisent la main gauche non dominante pour charger le barillet ). Un extracteur est installé, actionné par une tige faisant saillie à l'avant de l'ensemble barillet. Lorsqu'il est enfoncé, il libère simultanément toutes les cartouches tirées (comme dans les modèles à carcasse ouvrante, la course est conçue pour ne pas extraire complètement les cartouches non tirées plus longues). Le barillet peut ensuite être chargé, seul ou à nouveau avec un chargeur rapide puis fermé et verrouillé en place.
La partie pivotante qui supporte le barillet s'appelle la grue ; c'est le point faible des conceptions à barillet pivotants. L'utilisation de la méthode souvent décrite dans les films, la télévision et les jeux vidéo consistant fermer le cylindre d'un simple mouvement du poignet peut en fait faire plier la grue au fil du temps, désalignant le barillet avec le canon. Le manque d'alignement entre la chambre et le canon est un danger, car il peut entraver la transition de la balle de la chambre au canon. Cela donne lieu à des pressions plus élevées dans la chambre, à des dégâts sur la balle et à un risque d'explosion si la balle se coince.
Le départ du coup peut exercer une grande pression sur la grue, car dans la plupart des conceptions, le barillet n'est maintenu fermé qu'en un seul point, l'arrière du barillet. Des conceptions plus solides, telles que le Ruger Super Redhawk, utilisent un verrou dans la grue ainsi que le verrou à l'arrière du barillet. Ce loquet offre une liaison plus sûre entre le barillet et le cadre et permet l'utilisation de cartouches plus grosses et plus puissantes. Les barillet pivotants sont plutôt robustes, mais pas autant que les barillet fixes, et il faut faire très attention au barillet lors du chargement, afin de ne pas endommager la grue.

## Histoire

### Les débuts
Les barillets d'armes à feu ont été développés pour la première fois au XVIe siècle et, au fil du temps, ont été percés de trois à douze chambres. L'un des premiers exemplaires est daté de 1587. Les barillet ont été pensés comme un dispositif pour augmenter la capacité de tir multiple des armes à feu. Les armes à feu de l'époque étaient principalement des mousquets et ne pouvaient tirer qu'un seul coup avant de devoir être rechargées. Le rechargement de l'arme à feu à un coup prenait du temps et dans une situation militaire ou d'autodéfense où les secondes comptaient, cela la rendait presque inutile après le premier coup. Une arme à feu avec plusieurs chambres préchargées augmenterait naturellement son efficacité contre un ennemi.

### Platine à silex
Les premières armes à feu à incorporer un barillet étaient de type platine à silex. Les mécanismes de verrouillage étaient très similaires et utilisaient le même type de barillet. Les chambres ne traversaient pas complètement le barillet. L'arrière de chaque chambre avait une petite lumière percée à travers le côté du barillet. Pour chaque lumière, une petite cuvette a été créée à la surface du barillet. Chaque cuvette avec sa lumière avait une porte coulissante pour la couvrir. Cela empêchait le pulvérin (poudre à canon très fine) de tomber lorsque le barillet était tourné. En supposant que chaque cuvette soit remplie de poudre et que chaque chambre soit chargée, l'opérateur devait manuellement tourner le barillet pour aligner une chambre avec le canon, ouvrir le couvercle de la cuvette et était alors prêt à tirer. Comparé au mousquet à un seul coup, le processus de fabrication de ce type d'arme à feu était très coûteux, ce qui limitait leur nombre. De plus leur complexité et leur fragilité (comparé à un mousquet en un seul bloc) interdisait un usage militaire.
Ces pistolets à silex tirant plusieurs coups successifs ne doivent pas être confondus avec les poivrières et pattes de canard tirant plusieurs coups simultanés.

### Percussion
L'évolution suivante du barillet n'a pas eu lieu avant les années 1830. Alors que la chimie n'en était qu'à ses balbutiements, le développement des fulminates comme amorces pour l'allumage des armes à feu a contribué à l'invention de la capsule à percussion. Ceci, à son tour, a conduit au développement du barillet à percussion. Comme pour les barillet à silex antérieurs, les chambres à l'intérieur des barillet à percussion n'étaient pas complètement percées. Les capsules à percussion ont remplacé les cuvettes à silex comme amorces et les lumières percés ont été remplacées par des cheminées à l'arrière de chaque chambre du barillet. La capsule à percussion était placée sur la cheminée. Ces premiers revolvers ont rapidement incorporé des mécanismes qui faisaient automatiquement tourner le cylindre, alignant la chambre avec le canon et le verrouillant en place. Chaque chambre était chargée de la même manière que les platines à silex précédentes, c'est-à-dire que depuis l'avant du barillet, de la poudre était versée dans la chambre, puis une balle était insérée et pressée en place avec une baguette.

### Revolver à aiguille
Après l'invention initiale à la fin des années 1830 d'un fusil à aiguille, un revolver a rapidement été développé. Ce type d'arme à feu utilisait une cartouche en papier. Il utilisait un percuteur long et fin en forme d'aiguille qui passait à travers un petit trou à l'arrière du barillet, à travers la poudre, et frappait une capsule d'amorce jetable qui était placé derrière la balle. Le barillet du revolver avait simplement un petit trou percé à l'arrière de chaque chambre. L'utilisation d'une cartouche de papier était un changement par rapport à la méthode antérieure de chargement d'une arme à feu.

### Revolver à broche
À peu près au même moment que les cartouches à aiguille, une cartouche à broche a également été développée. Cette technique utilisait à l'origine une cartouche de papier avec  une base en laiton, qui s'est rapidement transformée en une cartouche entièrement en laiton. Sur le côté, une grosse broche était insérée dans la cartouche au-dessus du culot. Le chien de l'arme poussait la broche dans le culot de la cartouche et frappait l'amorce. Un revolver utilisant cette méthode avait un barillet avec des chambres qui étaient complètement percées avec un léger canal où reposait la broche. Ce type de cylindre a été breveté pour la première fois en France en 1854. Le chargement de ces revolvers se faisait en déplaçant une porte de chargement qui était montée derrière le barillet. Pour retirer les cartouches percutées, une tige de poussée était utilisée pour faire sortir les cartouches du barillet par la porte de chargement.
Il faut noter que ce type de munition était dangereux puisque le percuteur (la broche) était solidaire de la cartouche et qu'un choc sur celui-ci dans une cartouchière ou sur le sol pouvait faire partir le coup.

### À percussion annulaire et à percussion centrale
Les barillets qui utilisent ces cartouches sont ce que la plupart des gens considèrent comme des barillets modernes. Ces cartouches sont toutes métalliques et sont frappées à l'arrière par le percuteur. Les cartouches à percussion annulaire contiennent une amorce circulaire sur le bord de  l'intérieur du culot de la douille. Les cartouches à percussion centrale ont une amorce enfoncé dans la base de la douille. Ils sont similaires aux cylindres à broche car les chambres sont complètement percées, mais ils n'ont pas de trous ou de canaux supplémentaires connectés aux chambres. En 1857, Smith & Wesson détenait le brevet de ce cylindre traversant. Le retrait des cartouches des premiers modèles se faisait une à la fois avec une tige de poussée comme dans les cylindres à broche. Les modèles ultérieurs qui avaient des barillets pivotants incorporaient des tiges de poussée avec des extracteurs qui poussaient toutes les cartouches en une seule opération.

### Bande-amorce
Dans les années 1850, en concurrence avec les revolvers à percussion de Colt, un revolver a été développé qui utilisait une amorce sous forme de bande de papier pour enflammer la poudre dans les chambres. Cela fonctionnait comme les pistolets à amorce jouets d'aujourd'hui. Cela fonctionnait essentiellement de la même manière qu'un revolver à percussion, mais avec une seule cheminée qui envoyait l'étincelle d'allumage à une lumière à l'arrière de chaque chambre. Chaque chambre était chargée de la même manière que les revolvers à percussion.

## Voir également